# Kalendarzyk ekspresjonistyczny
Kalendarzyk ekspresjonistyczny (bułg. Експресионистично календарче, właśc. Kalendarzyk ekspresjonistyczny za rok 1921, bułg. Експресионистично календарче за 1921) – tomik zawierający prozę poetycką, opublikowany przez Geo Milewa w 1921 roku.
Tomik zawiera cykl dwunastu krótkich tekstów poetyckich pisanych prozą, z których każdy nosi w tytule nazwę kolejnego miesiąca. Cały cykl poświęcony został wydarzeniom związanym z rewolucyjnymi wydarzeniami w Niemczech w 1920 roku (wybuch i przebieg powstania w Zagłębiu Ruhry) i jeśli chodzi o wymowę, posiada zdecydowanie zaangażowany, polityczny charakter. Cykl charakteryzuje się zerwaniem z obrazowaniem symbolistycznym, którego elementy dostrzegalne są jeszcze w poprzednim tomie Milewa (Okrutny pierścień z 1920 roku) i stanowi zwrot ku rzeczywistości, ku konkretyzacji przekazu w duchu awangardowym.
Tom został wpisany do kanonu literatury bułgarskiej 1878-1988.
Fragmenty Kalendarzyka ekspresjonistycznego przełożył na język polski Wojciech Gałązka i opublikował w tomie Poematy i proza liryczna Geo Milewa, Kraków 1977, s. 39-52.